# A. J. Foyt
Anthony Joseph Foyt mlajši, ameriški dirkač Formule 1, * 16. januar 1935, Houston, Teksas, ZDA.
A. J. Foyt je upokojeni ameriški dirkač, ki je med letoma 1958 in 1993 sodeloval na ameriški dirki Indianapolis 500, ki je med letoma 1950 in 1960 štela tudi za prvenstvo Formule 1. Na dirkah Formule 1 ni zabeležil točk, je pa dirko Indianapolis 500 dobil kar štirikrat, v letih 1961, 1964, 1967 in 1977, kar ga postavlja ob bok še trem dirkačem, ki so največkrat zmagali na tej dirki. Ob tem je dosegel še štiri najboljše štartne položaje in pet uvrstitev na stopničke. Poleg tega je dobil še dirko 24 ur Le Mansa leta 1967 skupaj z Danom Gurneyjem, s čimer je eden šestih dirkačev v zgodovini motošporta, ki ima dve tretjini dirkaške trojne krone.